# Ни пуха, ни пера!
«Ни пуха, ни пера» (укр. Ні пуху, ні пера) — советский художественный фильм 1973 года, снятый на киностудии им. Довженко режиссёром Виктором Ивановым по мотивам охотничьих рассказов Остапа Вишни.

## Сюжет
Охотники-любители отправляются в лес в начале сезона охоты. Они делятся друг с другом своими вымышленными и реальными подвигами, развлекаются и наслаждаются девственной природой. Неожиданно отдых героев омрачается необходимостью вступить в опасную схватку с браконьерами.

Известно, что охотники — самые большие фантазёры. А если попытаться экранизировать, перевести на язык кино те были и небылицы, что они плетут друг другу у костров на охотничьих привалах? Именно такой целью и задались авторы фильма. Впрочем, кроме традиционных охотничьих баек, в которых фигурирует и собака, загнавшая сразу 12 волков, и подмигивающий охотнику симпатяга медведь, в фильме есть ещё кое-что. Например, много песен. Немного любви. Разные недоразумения, вполне уместные в кинокомедии, красивые пейзажи. И, к счастью, ни одного подстреленного зайца или утки, поскольку примерно в середине фильма герои отправились на отлов браконьеров…— Советский экран, 1974

## В ролях
Охотники:
- Аркадий Аркадьев — Фёдор Васильевич
- Николай Гринько — радикулитчик
- Михаил Светин — Семён Семёнович, врач
- Николай Кондратюк — Максим
- Константин Сорокин — Пётр Иванович Передерий
- Иван Голубов — Иван Кириллович, мотоциклист
- Григорий Лойко — Иван Петрович Канделябров
- Нина Ильина — Галя
- Александр Леньков — Пётр
- Валентина Ивашёва — Вава, Валенина Семёновна, жена Фёдора Васильевича
- Константин Губенко — дед Свирид, егерь
- Владимир Алексеенко — Алексей Иванович, егерь
- Александр Вигдоров — Филипп, браконьер
- Виталий Дорошенко — Семён, браконьер
- Владимир Шакало — Кузьма, браконьер
- Валентин Грудинин — Дорош, браконьер
- Александр Толстых — Корж
- Леонид Слисаренко — Шпак
- Анна Николаева — жена Семёна Семёновича
- Владимир Антонов — хозяин подстреленной собаки
- Пётр Кобржицкий — выпивший возница
- Владимир Нечепоренко — эпизод
- Виктор Любарец — директор трикотажки
- Вадим Голик — продавец (нет в титрах)
- Лев Перфилов — охотник, знакомый Ивана Кирилловича (нет в титрах)
- Р. Шабловская — продавщица (нет в титрах)

## Критика
Фильм был резко раскритикован. Отмечалось, что режиссёр, в отличие от его успешной комедии «За двумя зайцами», не смог в этом фильме закрепить собственные достижения в жанре: «в фильме немало приёмов, рассчитанных лишь на внешний успех». Журнал «Советский экран» (1975) писал, что «очень трудно поверить в благородство и героизм „друзей и защитников природы“, более смахивающих на малопочтенных трепачей».